# Среднерусская пчела
Среднерусская пчела, или тёмная европейская пчела, или среднеевропейская пчела или тёмная лесная пчела (лат. Apis mellifera mellifera) — подвид медоносной пчелы. Обычно характерной тёмно-серой окраски без желтизны, длина хоботка 6–6,4 мм.
Крупнее остальных подвидов, вынослива, устойчива к продолжительной и холодной зимовке и её болезням, способна к интенсивному короткому медосбору, склонна к роению, агрессивна; отмечают также, что она выделяет в мёд гораздо больше ценных веществ (чем другие подвиды медоносной пчелы), благодаря чему её мед полезнее.
Среднерусская пчела обладает уникальным генотипом, при скрещивании с другими подвидами она даёт слабое потомство.
Согласно проведённой российскими НИИ пчеловодства и ВНИИ животноводства в 2011 году генетической паспортизации пород пчёл у среднерусской пчелы отмечено наименьшее генетическое разнообразие, также она характеризуется наибольшей генетической удалённостью.
Насчитывают около 30 подвидов среднерусской пчелы. В 1992 году в НИИ пчеловодства был создан породный тип "Приокский". Также на базе среднерусской породы выведены новая порода «Башкирская» и породные типы «Орловский», «Татарский» и «Бурзянская бортевая».
Пчелы среднерусской породы в процессе эволюции формировались в условиях типичных лесных угодий.
Исторически среднерусская пчела естественным образом распространилась до Урала, дальнейшее расширение её ареала произошло с помощью человеческого вмешательства.
Около двух веков назад она так попала в Сибирь.
В XVIII в. она также была завезена в Финляндию и Норвегию.
В настоящее время в России среднерусская пчела обитает в основном на Южном Урале, в Западной Сибири, центральной части страны.
По данным Национального союза пчеловодов России, на 2015 год из всего 5 млн российских пчелосемей менее 5 % представляют среднерусскую породу.
С целью осуществления обеспечения селекционно-племенной работы со среднерусской породой медоносных пчел на территории РФ организован селекционный центр (ассоциация) по среднерусской породе медоносных пчел, возглавляемый академиком В. А. Сысуевым.
Одной из главных проблем для среднерусской пчелы является заболевание варроатозом (один из видов клещей), который перешёл на неё в прошлом веке.